# Europejskie Igrzyska Halowe w Lekkoatletyce 1969 – sztafeta 4 × 2 okrążenia mężczyzn
Sztafeta 4 × 2 okrążenia mężczyzn – jedna z konkurencji biegowych rozgrywanych podczas lekkoatletycznych europejskich igrzysk halowych w hali Palac Lodowy w Belgradzie. Rozegrano od razu bieg finałowy 8 marca 1969. Długość jednego okrążenia wynosiła 195 metrów. Zwyciężyła reprezentacja Polski, która obroniła tytuł z poprzednich igrzysk.

## Rezultaty

### Finał
Rozegrano od razu bieg finałowy, w którym wzięły udział 4 sztafety.

Opracowano na podstawie materiału źródłowego.
| Miejsce | Reprezentacja | Zawodnicy                                                          | Czas   |
| ------- | ------------- | ------------------------------------------------------------------ | ------ |
| 1       | Polska        | Jan Werner, Jan Radomski, Andrzej Badeński, Jan Balachowski        | 3:01,9 |
| 2       | ZSRR          | Leonid Mikiszew, Aleksandr Bratczikow, Wałerij Borzow, Jurij Zorin | 3:01,9 |
| 3       | RFN           | Dieter Hübner, Herbert Moser, Peter Bernreuther, Manfred Kinder    | 3:04,5 |
| 4       | Jugosławia    | Luciano Sušanj, Ištvan Danko, Miro Kocuvan, Stjepan Kremer         | 3:09,1 |